# Heliocontia cleta
Heliocontia cleta là một loài bướm đêm trong họ Noctuidae.